# Ушапаті
Ушапаті (груз. უშაფათი) — село в Грузії.
За даними перепису населення 2014 року в селі проживає 389 осіб.